# Hans Peter Lindeburg
Hans Peter Lindeburg (15. juli 1854 i København – 15. maj 1932 sammesteds) var en dansk maler.
Lindeburg var søn af overintendant Hans Jacob Vilhelm Lindeburg og Emilie Frederikke født Hansen. 19 år gammel blev han student fra Sorø Akademi og gennemgik derefter Kunstakademiet, hvorfra han fik afgangsbevis i 1880; i det følgende år debuterede han på Charlottenborg med genrebilledeerne Modellen hviler og Frændeløs og udstillede derpå stadig, dels folkelivsbilleder, dels sådanne arbejder, der nærmest kunne betegnes som ”historisk genre”; blandt de sidste fortjene Holberg i sit Studereværelse, deri 1883 lønnedes med den Neuhausenske Præmie, og Ole Vind, som prædiker for Christian IV at nævnes. I 1881, 1892 og 1894 var Lindeburg på rejser i Frankrig og i Sydtyskland; han har i de senere år udfoldet en smuk virksomhed som illustrator og er ansat som lærer ved det tekniske Institut i København.